# Ɗ

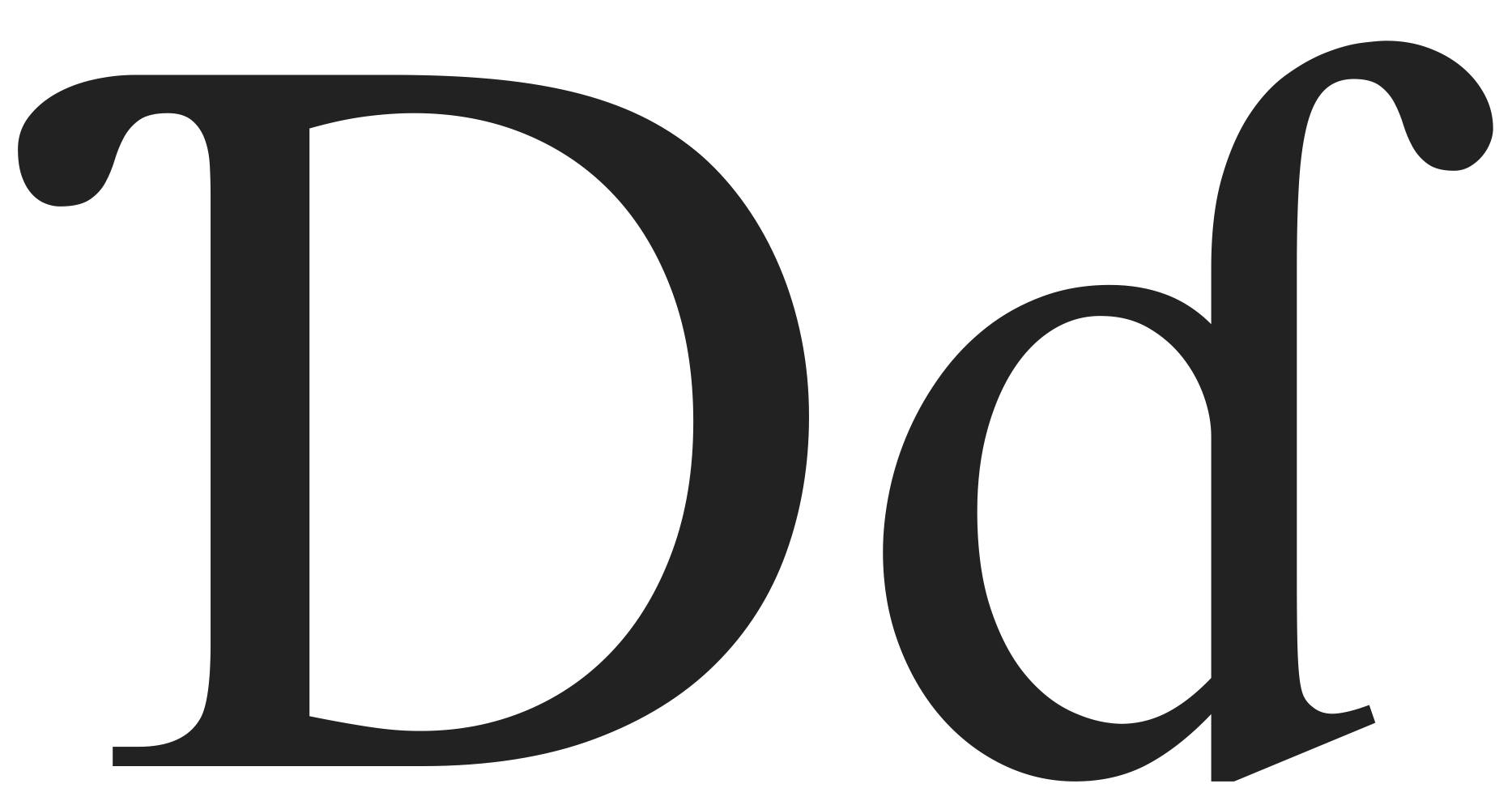
A ɗ kis- illetve nagybetűs alakja a Doulos SIL betűkészletben

A Ɗ (kisbetűs alakja: ɗ) egy latin betű. A nemzetközi fonetikai ábécében a kisbetűs alak ɗ a zöngés dentális imploziv és a zöngés alveorális imploziv hang jelölésére használja. Ugyanennek a hangnak a lejegyzésére több nyelv is ugyanezt az írásjelet alkalmazza. Ide tartozik több afrikai nyelv is, mint a fula, a hausza és a szindhi. 1931. és 1955. között a sona nyelv is használta. 
A nagybetűs Ɗ vagy a D és a kampó kombinációjaként, vagy mint a sona nyelvben, a kisbetűs nyomtatott alak nagyított változataként állítható elő.
Az Unicode-ban a nagybetű a Latin kibővített B része, míg a kisbetű a nemzetközi fonetikai ábécé része (U+0257).

## Használata
A betű a következő ábécéknek a része:
- afrikai ábécé
- afrikai referencia ábécé
- Pán-nigériai ábécé
- A következő nyelvek külön ábécéje:
  - fula
  - Hausza

## Külső hivatkozások
- Az afrikai nyelvek praktikus ortográfiája
- "Latin Extended B: Range 0180-024F" (Unicode code chart)
- "IPA Extensions: Range 0250-02AF" (Unicode code chart)

## Fordítás
- Ez a szócikk részben vagy egészben  a(z)    Ɗ című angol Wikipédia-szócikk 1106365826 ezen változatának fordításán alapul.  Az eredeti cikk szerkesztőit annak laptörténete sorolja fel. Ez a jelzés csupán a megfogalmazás eredetét és a szerzői jogokat jelzi, nem szolgál a cikkben szereplő információk forrásmegjelöléseként.